# Villa Jaenisch
Die Villa Jaenisch ist eine denkmalgeschützte neuklassizistische Villa samt Kutscherhaus in der Villenstraße 6/8 in Kaiserslautern. Die Villa Jaenisch ist im Besitz der V8 Gesellschaft. Der Architekt und Baugutachter Volker Barth hat sich in einem Interview der Rheinpfalz schon einmal zu der eventuellen Nutzung des Gebäudes ausgesprochen. Die Anlage verfügt über ein unterirdisches Gangsystem, das u. a. als Bierkeller und Luftschutzbunker diente.

## Geschichte
Die Gebäude, das Haupthaus sowie das Kutscherhaus für Personal, wurden im Jahr 1913 nach Plänen von Eduard Brill als Villa Jaenisch errichtet. Ab 1919 wurden sie zur „Villa Zschocke“. Nach dem Ersten Weltkrieg bis zum Ende der 1920er Jahre beheimatete die Villa eine französische Offizierswohnung für General Jean-Marie Degoutte. Am Ende des Zweiten Weltkriegs, 1945, beheimatete die Villa das amerikanische Hauptquartier. Nach dem Kriegsende wurde die Villa von der französischen Gendarmerie genutzt. 1949 bis 1957 war das Jewish Welfare Board Nutzer der Räumlichkeiten. Ab 1957 wurde das Erdgeschoss der  Villa zum „Haus der Begegnung“, gegründet vom Prälat Friedrich Gundermann. In den ersten Stock zog der Sohn Heinrich Zschockes, Erich-Günther Zschocke mit seiner Familie. Nach deren Scheidung blieb Frau Jean Zschocke mit ihren Kindern Heinrich Christian und Dorothee bis 1976 dort wohnen. Ab 1979 folgte schließlich die Katholische Hochschulgemeinde als Nutzer bis 2013. Auf Grund der Nutzung wurde das Anwesen 1981 vom Bistum Speyer für 900.000 DM (entspricht ca. 460.000 Euro) erworben. 2013 wurden die Gebäude an die V8 Gesellschaft verkauft (Zahlen unbekannt).